# Swing, Swang, Swingin'
Swing, Swang, Swingin' è un album di Jackie McLean, pubblicato dalla Blue Note Records nel marzo del 1960.

## Tracce
Lato A
1. What's New? – 5:16 (Bob Haggart, Johnny Burke)
2. Let's Face the Music and Dance – 4:48 (Irving Berlin)
3. Stablemates – 5:45 (Benny Golson)
4. I Remember You – 5:14 (Johnny Mercer, Victor Schertzinger)

Durata totale: 21:03
Lato B
1. I Love You – 5:08 (Cole Porter)
2. I'll Take Romance – 5:46 (Ben Oakland, Oscar Hammerstein II)
3. 116th and Lenox – 6:02 (Jackie McLean)

Durata totale: 16:56

## Musicisti
- Jackie McLean - sassofono alto
- Walter Bishop Jr. - pianoforte
- Jimmy Garrison - contrabbasso
- Art Taylor - batteria